# ルマ

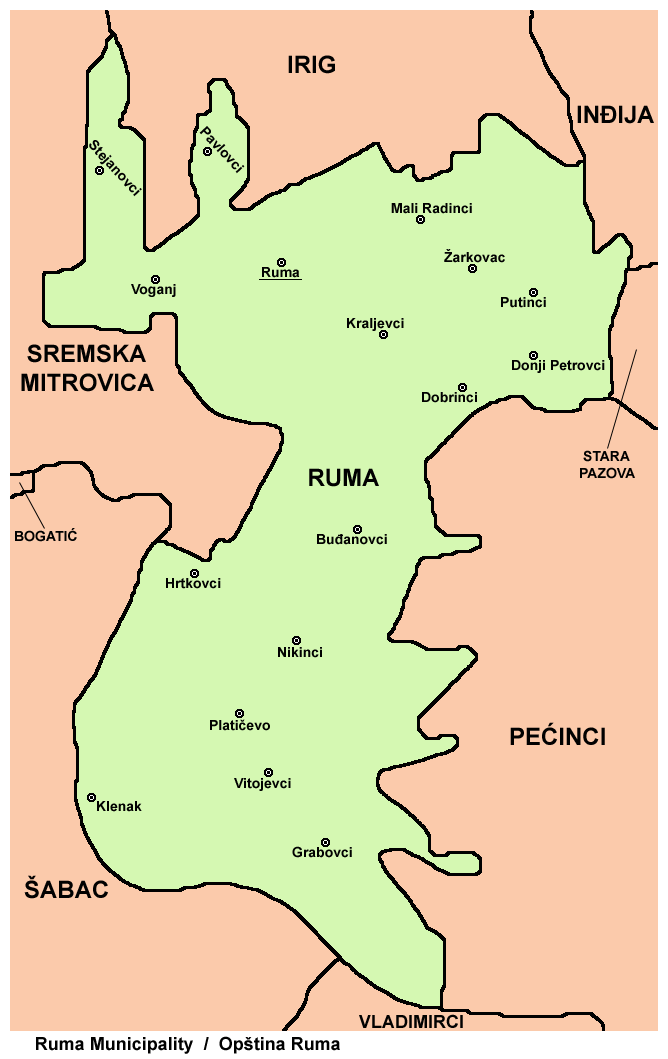
ルマ自治体の地図

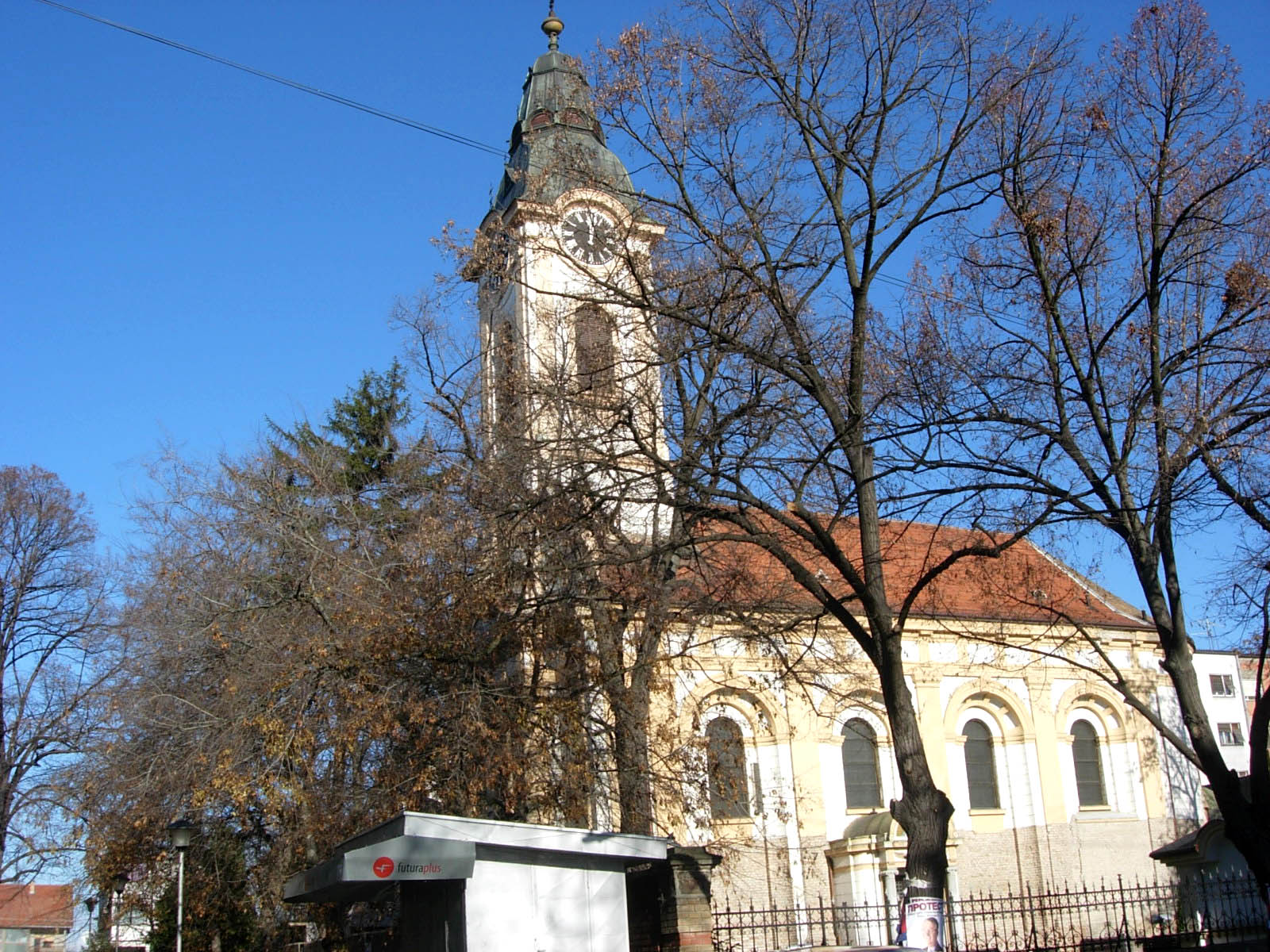
正教の教会

ルマ（セルビア語:  Рума/Ruma）は、セルビア北部ヴォイヴォディナ自治州の都市、およびそれを中心とした基礎自治体である。2011年の人口は市街が30,076人、基礎自治体全域では54,339人であった。

## 歴史
この地域に人が住んでいた痕跡は、先史時代にまで遡ることができる。自治体内で最も重要な遺跡は青銅器時代のフルトコヴツィ近くのゴモラヴァGomolavaの遺跡で、それを含め紀元前9世紀に遡るボストスカ文化の2つの墓地と紀元前3千年のヴチェドル文化の陶器 が発掘されている。
この地域で最初に暮らし始めたと知られる人々はイリュリア人やケルト人を起源とするアマンティニ、ブレウチBreuci、スコルディスキと言った様々な民族であった。ローマの支配時代には、元々住んでいた人々はローマ文化を取り入れ、独自の特徴を失った。ルマの自治体内に大きなローマ人の集落はなかったが、ローマン・ヴィラと呼ばれる農地の遺構が多く見つかっている。
フン族やゲルマン人、アヴァール人、スラヴ人の侵入により、ローマ文化は破壊された。その後、数世紀にわたり、フランク王国やブルガリア帝国、ビザンティン、ハンガリー王国がこの地域を支配した。ルマの地名が最初に言及されたのは1566-1567年のオスマン帝国の帳簿であり、当時のルマの村には49戸の住居と1つの教会があり、3人の聖職者がいた。
1718年以来、ルマはハプスブルク君主国の支配下にあった。1746年、元の村の近くにルマの町が新たに建設された。町の最初の住民は、近隣の集落から来たセルビア人と、ドイツから来たドイツ人であった。19世紀の初めには、クロアチア人とハンガリー人も定住した。1807年には、ティツァノヴァの乱として知られるスレム農民の大規模な反乱がルマ領内で起こった。1848年革命の間、ルマはスレムにおけるセルビア民族運動の重要な拠点の一つであった。
19世紀後半から20世紀初頭にかけて、ルマはクロアチア＝スラヴォニア王国のシルミア郡の首府であった。1910年の国勢調査国勢調査によると、ルマの自治体の人口は49,138人を数え、そのうち22,956人がセルビア語話者、15,529人がドイツ語話者、5,746人がハンガリー語話者、3,730人がクロアチア語話者であった。
ハプスブルク君主国の崩壊後、1918年11月24日にルマのシルミア議会はシルミアをセルビア王国に統合することを宣言した。1933年にルマは公式に都市の地位を得た。第二次世界大戦が始まるとルマはヴォイヴォディナのドイツ人マイノリティの中心の1つとなった。 1942年の枢軸国占領時、地元の民族ドイツ人志願兵により Ruma ES der DM で知られるナチス・ドイツのドイツ国防軍の部隊が形成された 。
多くの非ドイツ系市民は反ファシズム運動に参加し、枢軸国の占領に対して闘争した。1944年、戦争の結末として多くの民族ドイツ人たちはパルチザンや赤軍を前にルマから逃亡した。戦後、かつてのユーゴスラビアの各地からの移住者がこの地域に移り住んだ。1990年代には約1万人の内戦難民がクロアチアやボスニア・ヘルツェゴビナ、コソボからルマに逃れてきた。1949年には、ユーゴスラビア空軍が支援するパイロットスクールやパラシュート・インストラクター学校、飛行機製造学校がルマに開設され、1950年には国際アエロミーティングが街の中心部で開催された。

## 地区
ルマ基礎自治体にはルマ市と以下の村落が含まれる。
- Buđanovci
- Vitojevci
- Voganj
- Grabovci
- Dobrinci
- Donji Petrovci
- Žarkovac, Ruma
- Klenak
- Kraljevci
- Mali Radinci
- Nikinci
- Pavlovci
- Platičevo
- Putinci
- Stejanovci
- Hrtkovci

## 著名人
- アロイス・ヴァイス, 処刑人
- ダニロ・パンティッチ, サッカー選手

## 姉妹都市
- アルザマス, ロシア

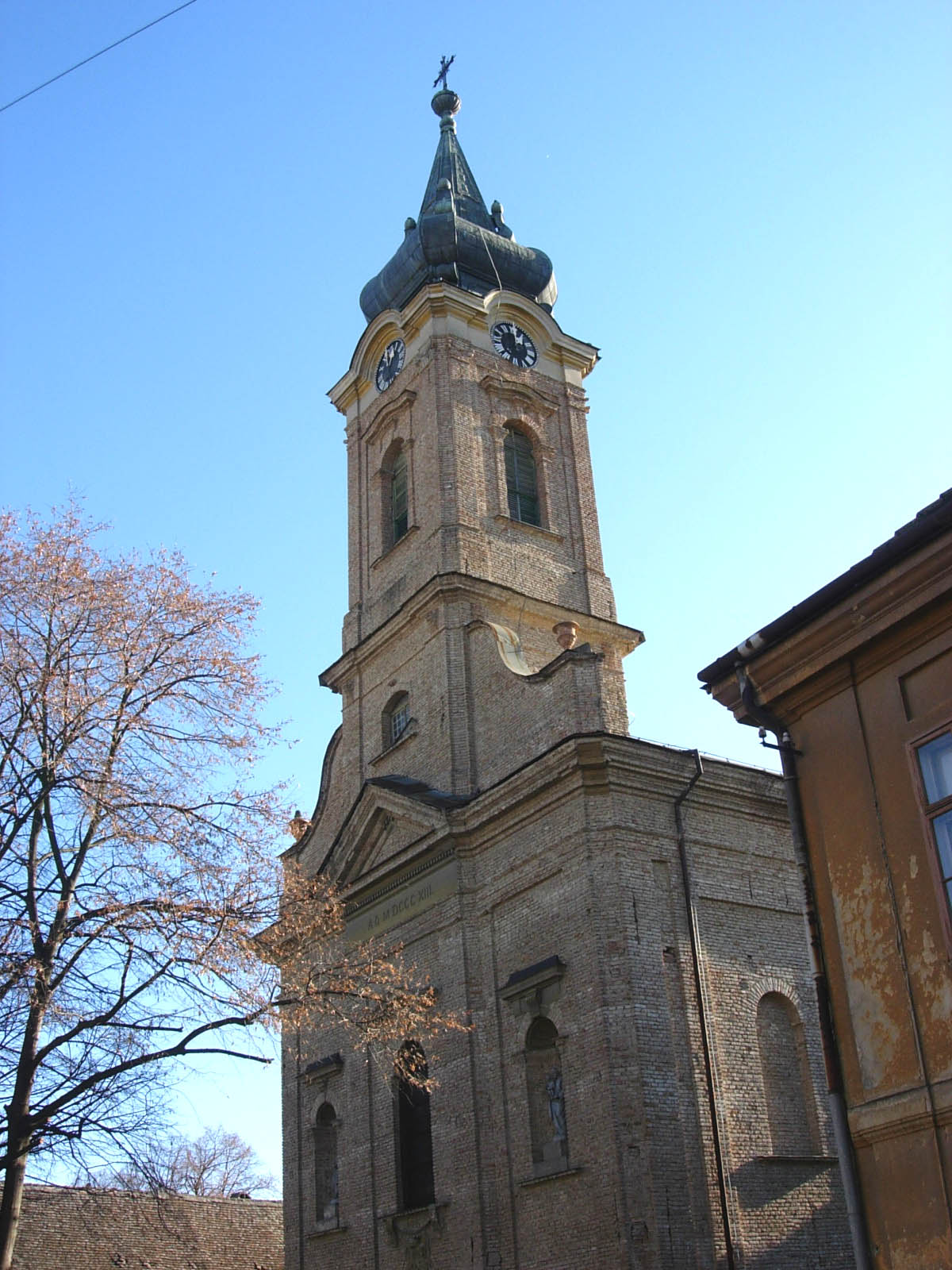
カトリック教会
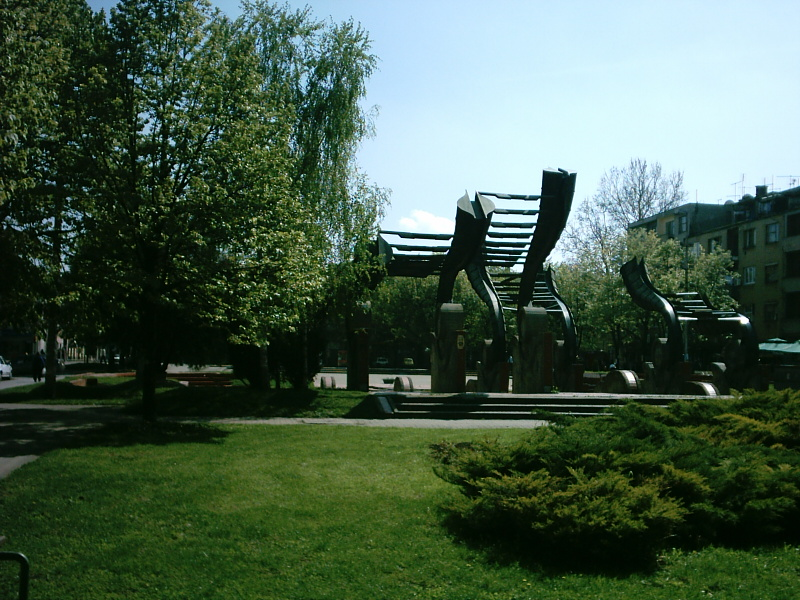
街の中心のモニュメント
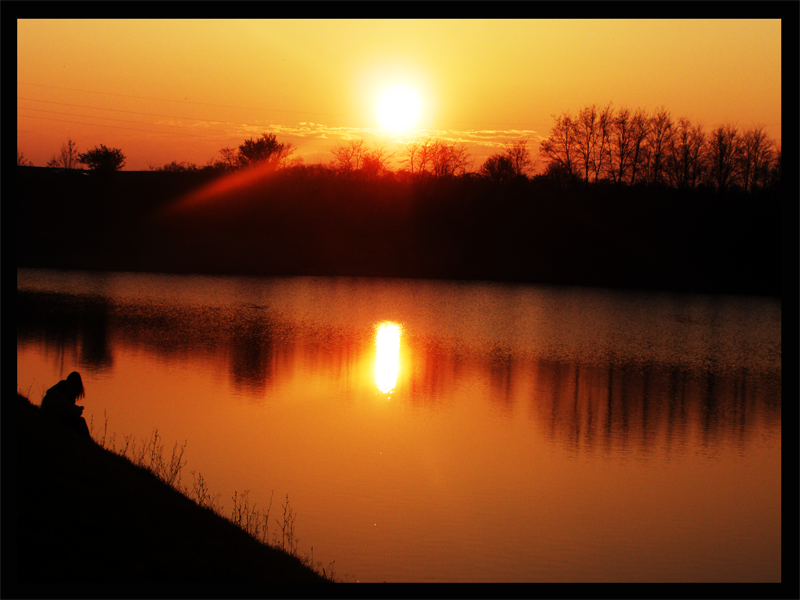
ボルコヴァツ湖
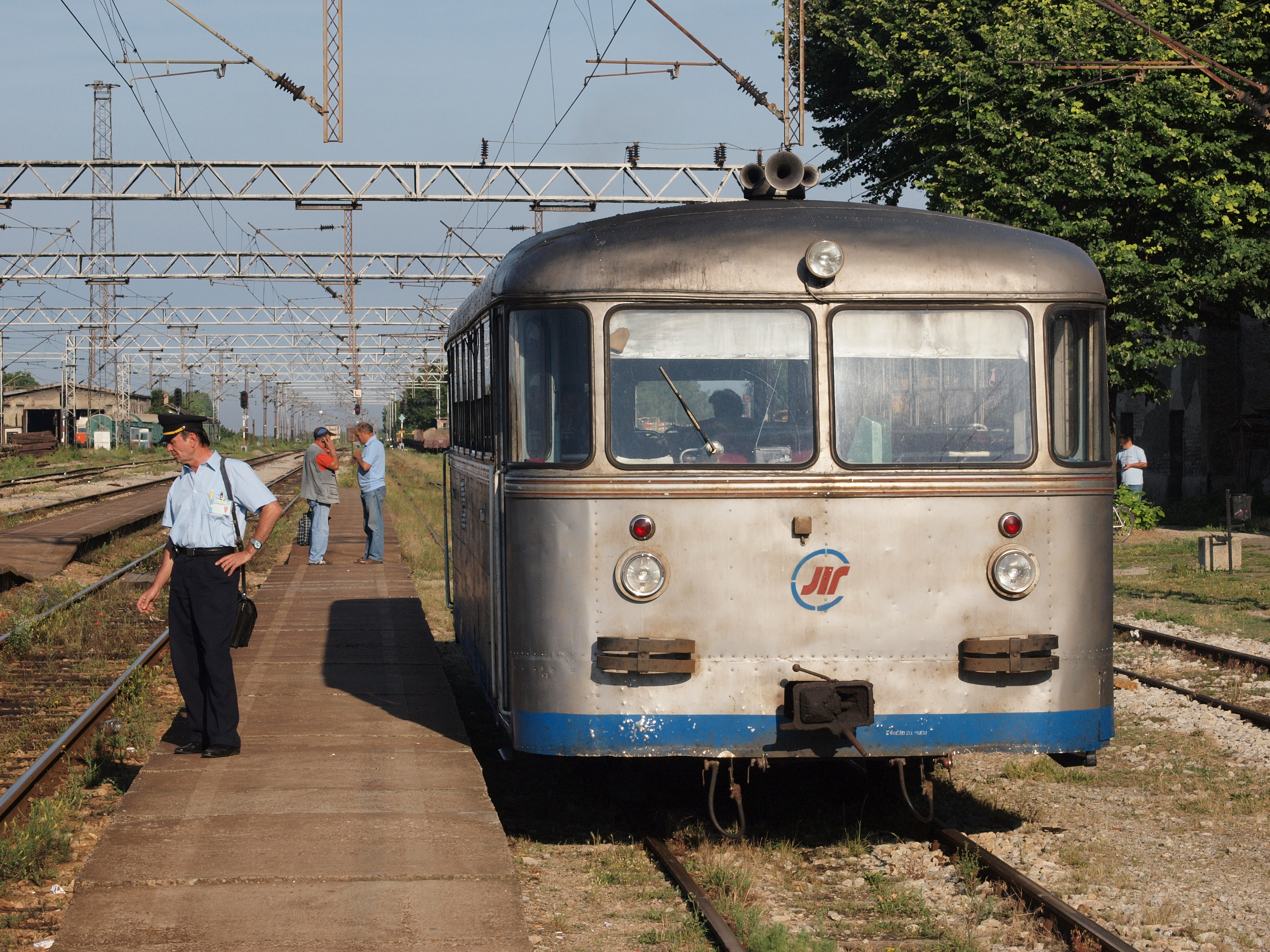
シャバツからルマへ向う鉄道の支線